# 미쓰세키역
미쓰세키역(일본어: 三関駅)은 일본 아키타현 유자와시에 위치한 동일본 여객철도 오우 본선의 철도역이다. 단선 승강장 1면 1선의 구조를 갖춘 지상역이다.

## 이용 현황
| 승차 인원 추이 | 승차 인원 추이 |
| 연도           | 1일 평균       |
| -------------- | -------------- |
| 2000           | 81             |
| 2001           | 68             |
| 2002           | 59             |
| 2003           | 56             |
| 2004           | 58             |
| 2005           | 49             |
| 2006           | 48             |
| 2007           | 40             |
| 2008           |                |
| 2009           |                |

## 역 주변
- 국도 제13호선
- 오모노 강

## 역사
- 1923년 11월 5일 : 일본국유철도의 미쓰세키 신호장으로서 오가치 군 미쓰세키 촌에 개설.
- 1930년 7월 1일 : 역으로 승격, 미쓰세키역 개업.
- 1979년 12월 1일 : 무인화.
- 1987년 4월 1일 : 일본국유철도 분할 민영화에 의해, 동일본 여객철도가 승계.
- 2009년 3월 1일 : 간이 위탁 해제.

## 인접 역
| 동일본 여객철도 오우 본선 | 동일본 여객철도 오우 본선 | 동일본 여객철도 오우 본선 |
| ------------------------- | ------------------------- | ------------------------- |
| 요코보리 신조 방면        | ■ 오우 본선               | 가미유자와 아키타 방면    |